# Saint-Amans-du-Pech
Saint-Amans-du-Pech – miejscowość i gmina we Francji, w regionie Oksytania, w departamencie Tarn i Garonna.
Według danych na rok 1990 gminę zamieszkiwało 200 osób, a gęstość zaludnienia wynosiła 30 osób/km² (wśród 3020 gmin regionu Midi-Pireneje Saint-Amans-du-Pech plasuje się na 863. miejscu pod względem liczby ludności, natomiast pod względem powierzchni na miejscu 1354.).